# Seznam belgijskih skladateljev
Seznam belgijskih skladateljev.

## A
- Jean Absil
- Salvatore Adamo
- Florent Alpaerts

## B
- Peter Benoit
- Charles Auguste de Bériot
- Gilles Binchois
- Arnold von Bruck

## C
- François van Campenhout
- Ivan Caryll

## D
- Eva Dell'Acqua
- Emmanuel Durlet

## E
- Jan Van den Eeden

## F
- François-Joseph Fétis
- César Franck (deloval v Parizu)

## G
- François-Auguste Gevaert
- Pierre De Geyter
- Karel Goeyvaerts
- Nicolas Gombert
- François Joseph Gossec
- André Grétry

## H
- Fromental Halévy
- Alphonse Hasselmans (belgijsko-francoski harfist in skladatelj)
- Gustave Huberti

## J
- Joseph Jongen
- Léon Jongen

## L
- Orlando di Lasso
- Guillaume Lekeu
- Jean Baptiste Loeillet

## M
- Martin-Joseph Mengal
- Wim Mertens
- Jérôme-Joseph de Momigny

## N
- Victor Novak (elektronski)

## O
- Vidna Obmana
- Johannes Ockeghem
- David Ezra (Mehmet) Okonşar (turško-belgijski)

## P
- Jacob Clemens non Papa
- Dominique Phinot (franko-flamski)
- Marcel Poot
- Henri Pousseur
- Josquin des Prez (des Prés) (franko-flamanski)

## R
- Cypriano de Rore

## T
- Edgar Tinel

## V
- Carl Verbraeken
- Henri Vieuxtemps

## W
- André Waignein
- Giaches de Wert
- Adrian Willaert

## Y
- Eugène Ysaÿe